# Калиновка (река, впадает в Саратовское водохранилище)
Калиновка — река в России, протекает по Радищевскому району Ульяновской области. Впадает в Саратовское водохранилище на реке Волге. Длина реки составляет 11 км.

## Данные водного реестра
По данным государственного водного реестра России относится к Нижневолжскому бассейновому округу, водохозяйственный участок реки — Волга от Куйбышевского гидроузла до Саратовского гидроузла, без рек Сок, Чапаевка, Малый Иргиз, Самара и Сызранка. Речной бассейн реки — Волга от верхнего Куйбышевского водохранилища до впадения в Каспий.
Код объекта в государственном водном реестре — 11010001512112100009262.